# Скребиші
Скребиші́ — село в Білоцерківському районі Київської області. Входить до складу Білоцерківської міської громади. 
Засноване в 1311 році. Населення — близько 550 жителів. 
У селі 1969 року було знайдено Скребишівський скарб.

## Населення

### Мова
Розподіл населення за рідною мовою за даними перепису 2001 року:
| Мова       | Кількість | Відсоток |
| ---------- | --------- | -------- |
| українська | 558       | 100%     |

## Джерело
- Облікова картка на сайті ВРУ[недоступне посилання з липня 2019]

1. ↑  Рідні мови в об'єднаних територіальних громадах України — Український центр суспільних даних